# Mannschaftskader der polnischen Mannschaftsmeisterschaft im Schach 1954
Die Liste der Mannschaftskader der polnischen Mannschaftsmeisterschaft im Schach 1954 enthält alle Spieler, die in der Endrunde der polnischen Mannschaftsmeisterschaft im Schach 1954 mindestens einmal eingesetzt wurden.

## Allgemeines
Während AZS Gliwice mit elf eingesetzten Spielern auskam, spielten bei DWP Warszawa und Budowlani Gdańsk je 13 Spieler mindestens eine Partie. Insgesamt kamen 97 Spieler zum Einsatz, von denen 56 an allen Wettkämpfen teilnahmen.
Punktbeste Spielerin war Mirosława Litmanowicz (DWP Warszawa) mit 7 Punkten aus 7 Partien. Ryszard Gąsiorowski (Ogniwo Kraków) erreichte 6,5 Punkte aus 7 Partien, Stanisław Gawlikowski (Kolejarz Warszawa) und Franciszek Damański (Włókniarz Łódź) erzielten jeweils 6 Punkte aus 7 Partien. Litmanowicz war gleichzeitig die einzige Spielerin, die 100 % erreichte.

## Legende
Die nachstehenden Tabellen enthalten folgende Informationen:
- Nr.: Ranglistennummer; ein zusätzliches "J" bezeichnet Jugendliche, ein zusätzliches "W" Frauen, ein zusätzliches "D" Damespieler
- Pkt.: Anzahl der erreichten Punkte
- Partien: Anzahl der gespielten Partien

## ZS Ogniwo Kraków
| Nr. | Name                   | Pkt. | Partien |
| --- | ---------------------- | ---- | ------- |
| 1   | Bogdan Śliwa           | 5    | 6       |
| 2   | Edward Arłamowski      | 2,5  | 7       |
| 3   | Kazimierz Gdański      | 3,5  | 7       |
| 4   | Tomasz Wojtasiewicz    | 2,5  | 6       |
| 5   | Franciszek Wessely     | 1,5  | 4       |
| 6   | Czesław Wesołowski     | 1,5  | 4       |
| 7   | Jacek Ruszczycki       | 2    | 5       |
| 8   | Andrzej Szyszko-Bohusz | 2,5  | 4       |
| 9   | Edward Knapczyk        | 5    | 6       |
| J1  | Ryszard Gąsiorowski    | 6,5  | 7       |
| W1  | Helena Jaśkowska       | 3    | 7       |
| D1  | Kazimierz Wojtasiewicz | 3    | 7       |

## ZS DWP Warszawa
| Nr. | Name                  | Pkt. | Partien |
| --- | --------------------- | ---- | ------- |
| 1   | Andrzej Pytlakowski   | 4,5  | 7       |
| 2   | Władysław Litmanowicz | 1,5  | 4       |
| 3   | Stefan Witkowski      | 4    | 7       |
| 4   | Czesław Bass          | 4    | 7       |
| 5   | Andrzej Karnkowski    | 2    | 7       |
| 6   | Tadeusz Wróbel        | 3,5  | 7       |
| 7   | Władysław Klus        | 3    | 5       |
| 8   | Witold Dąbrowski      | 1    | 3       |
| 9   | Jakub Wachtel         | 1    | 2       |
| J1  | Jacek Żemantowski     | 0    | 4       |
| J2  | Jerzy Średnicki       | 1,5  | 3       |
| W1  | Mirosława Litmanowicz | 7    | 7       |
| D1  | Z. Kubis              | 4,5  | 7       |

## ZS Włókniarz Łódź
| Nr. | Name                 | Pkt. | Partien |
| --- | -------------------- | ---- | ------- |
| 1   | Jan Gadaliński       | 4    | 7       |
| 2   | Jerzy Panasewicz     | 3,5  | 7       |
| 3   | Kaczmarek            | 2,5  | 7       |
| 4   | Witold Balcerowski   | 5    | 7       |
| 5   | Franciszek Damański  | 6    | 7       |
| 6   | Konstanty Wróblewski | 2,5  | 7       |
| 7   | Mieczysław Rydel     | 2    | 5       |
| 8   | Jan Górski           | 0    | 2       |
| J1  | Stasiak              | 0    | 4       |
| J2  | Krzykowski           | 2    | 3       |
| W1  | Róża Herman          | 5,5  | 7       |
| D1  | Kunikowski           | 4,5  | 7       |

## ZS Kolejarz Warszawa
| Nr. | Name                  | Pkt. | Partien |
| --- | --------------------- | ---- | ------- |
| 1   | Stanisław Gawlikowski | 6    | 7       |
| 2   | Janusz Szukszta       | 4,5  | 7       |
| 3   | Janusz Szpotański     | 5    | 7       |
| 4   | Zbigniew Miller       | 3    | 4       |
| 5   | Leon Radzikowski      | 4    | 7       |
| 6   | Janusz Chądzyński     | 3,5  | 7       |
| 7   | Władysław Leszczyński | 1    | 3       |
| 8   | Witold Nowicki        | 1    | 4       |
| 9   | Stefan Leśniak        | 1    | 3       |
| J1  | Andrzej Filipowicz    | 3,5  | 7       |
| W1  | H.Steckiewicz         | 0    | 7       |
| D1  | Suski                 | 4    | 7       |

## AZS Gliwice
| Nr. | Name                 | Pkt. | Partien |
| --- | -------------------- | ---- | ------- |
| 1   | Adam Dzięciołowski   | 2,5  | 7       |
| 2   | Bolesław Towarnicki  | 3    | 7       |
| 3   | Jerzy Sowiński       | 3,5  | 7       |
| 4   | Henryk Śliwiński     | 4,5  | 7       |
| 5   | Józef Stokłosa       | 1,5  | 4       |
| 6   | Witold Sobotkowski   | 5    | 7       |
| 7   | Zbigniew Radzikowski | 3    | 6       |
| 8   | Roman Kmiecik        | 2    | 4       |
| J1  | Włodzimierz Niwiński | 4,5  | 7       |
| W1  | Krystyna Hołuj       | 5,5  | 7       |
| D1  | H. Majak             | 1    | 7       |

## ZS Start Stalinogród
| Nr. | Name                   | Pkt. | Partien |
| --- | ---------------------- | ---- | ------- |
| 1   | Wiktor Balcarek        | 3    | 7       |
| 2   | Emil Sojka             | 4    | 7       |
| 3   | Zbigniew Bolesławski   | 2,5  | 7       |
| 4   | Emil Szmigielok        | 3,5  | 7       |
| 5   | Stanisław Szeląg       | 1    | 3       |
| 6   | Emanuel Byrtek         | 4    | 7       |
| 7   | Stanisław Fujarski     | 5    | 7       |
| 8   | Alojzy Przybyszewski   | 2    | 4       |
| J1  | Stanisław Kornasiewicz | 3,5  | 7       |
| W1  | Lidia Dłuska           | 2,5  | 6       |
| W2  | Erna Wiewiórowska      | 0    | 1       |
| D1  | Stanisław Miszto       | 4,5  | 7       |

## ZS Ogniwo Sopot
| Nr. | Name                  | Pkt. | Partien |
| --- | --------------------- | ---- | ------- |
| 1   | Marian Ziembiński     | 2    | 7       |
| 2   | Jerzy Dreszer         | 5    | 7       |
| 3   | Józef Roszkowski      | 4,5  | 7       |
| 4   | Mieczysław Klonowski  | 3,5  | 7       |
| 5   | Bronisław Sulik       | 2,5  | 6       |
| 6   | Jerzy Andruszkiewicz  | 3    | 5       |
| 7   | Stanisław Szczepaniec | 3,5  | 5       |
| 8   | Stanisław Górkiewicz  | 1    | 2       |
| 9   | Zenon Bodych          | 1    | 3       |
| J1  | Cezary Wieczorek      | 5    | 7       |
| W1  | Anna Sikorska         | 1,5  | 7       |
| D1  | Ejsymont              | 3    | 7       |

## ZS Budowlani Gdańsk
| Nr. | Name                   | Pkt. | Partien |
| --- | ---------------------- | ---- | ------- |
| 1   | Zygmunt Mackiewicz     | 0    | 5       |
| 2   | Edward Messner         | 1    | 4       |
| 3   | Tadeusz Potempski      | 2,5  | 7       |
| 4   | Mieczysław Nakonieczny | 1,5  | 7       |
| 5   | Baum                   | 3    | 6       |
| 6   | Stanisław Mnichowicz   | 1,5  | 6       |
| 7   | Wiesław Kubacki        | 2,5  | 7       |
| 8   | Niklas                 | 2,5  | 6       |
| 9   | Młynek                 | 0,5  | 2       |
| J1  | Fiszer                 | 1,5  | 3       |
| J2  | Krukowski              | 0    | 4       |
| W1  | Władysława Górska      | 3    | 7       |
| D1  | Sinkiewicz             | 3,5  | 7       |